# Filmfestival Türkei/Deutschland
Das Filmfestival Türkei/Deutschland ist ein seit 1992 stattfindendes deutsch-türkisches Filmfestival in Nürnberg. Die inzwischen elftägige Veranstaltung, die zunächst den Namen Türkei Filmtage trug, sich ab 1998 InterFilmFestival nannte und seit 2003 unter ihrem jetzigen Namen firmiert, gehört zu den bedeutendsten interkulturellen Kulturveranstaltungen Deutschlands und wird auch international beachtet.

## Ziel
Erklärtes Ziel des Festivals ist es, „den Kulturgruppen verschiedener Abstammung mit den ästhetischen und informativen Mitteln des Kinos eine gemeinsame Plattform des Diskurses zu schaffen. Es will Kulturvermittlern aus beiden Kulturkreisen neue Anregungen geben und den Austausch und die Zusammenarbeit unter den Filmschaffenden beider Ländern fördern“.

## Veranstalter
Veranstaltet wird das Filmfest von dem eingetragenen Verein „InterForum Kunst & Kultur — Nürnberg international“ in Kooperation mit dem KunstKulturQuartier der Stadt Nürnberg.
Hauptförderer war bis 2013 die Robert Bosch Stiftung. Neben der Stadt Nürnberg, die das Filmfestival Türkei/Deutschland von Beginn an unterstützt hat, sind seit 2003 auch die Bayerische Staatskanzlei, seit 2005 die Filmförderung des Bundes und seit 2006 das Kultur- und Tourismusministerium der Republik Türkei beteiligt. Aus der Wirtschaft unterstützen Siemens und Keynote SIGOS das Festival.

## Programm

### Wettbewerbe
1994 fand erstmals ein Wettbewerb innerhalb des Festivals statt, nämlich der Kurzfilmwettbewerb. Später hinzu kam der Dokumentarfilmwettbewerb um den „besten Dokumentarfilm“ und der Spielfilmwettbewerb. In letzterem streiten Filme aus der Türkei und Deutschland um den Preis für den „besten Spielfilm“, die „beste Darstellerin“, den „besten Darsteller“ sowie einen „Publikumspreis“.
Darüber hinaus wird an einen Film aus dem Gesamtprogramm der „Öngören-Filmpreis für Menschenrechte und Demokratie“ verliehen.
Die Jurys sind international und zum Teil prominent besetzt.
Regelmäßig wird auch ein Ehrenpreis vergeben. Dieser zeichnet Künstler wie Mario Adorf aus, die sich „in ihrem künstlerischen Werdegang besonders im interkulturellen Dialog auf internationaler Ebene hervorgehoben haben“. Das Werk der Ausgezeichneten fließt ins Rahmenprogramm ein, beispielsweise werden Filme der ausgezeichneten Künstler gezeigt.
Die bisherigen Ehrenpreisträger waren:
- 2004 Heinz Badewitz und Hülya Uçansu
- 2005 Tunçel Kurtiz und Hülya Koçyiğit
- 2006 Ferzan Özpetek
- 2007 Mario Adorf
- 2008 Zülfü Livaneli
- 2009 Armin Mueller-Stahl
- 2010 Klaus Eder
- 2011 Fatih Akın
- 2012 Tarık Akan
- 2013 Türkan Şoray und Hannelore Elsner
- 2014 Edgar Reitz und Fatma Girik
- 2015 Şener Şen, Yavuz Turgul und Hanna Schygulla
- 2016 Kadir İnanır
- 2017 Ara Güler und Jürgen Jürges
- 2018 Volker Schlöndorff und Halil Ergün[3]
- 2019 Filiz Akın, Margarethe von Trotta und Ediz Hun
- 2021 Senta Berger und Genco Erkal
- 2022 Claudia Tronnier, Ahmet Boyacıoğlu und Perihan Savaş

2008 gab Jocelyn B. Smith überdies ein Konzert mit Liedern des diesjährigen Ehrenpreisträgers Zülfü Livaneli.

### Rahmenprogramm
Das Rahmenprogramm – Filmlandschaften genannt – zeigt repräsentative Filme für aktuelles deutsches und türkisches Filmschaffen, aber auch Retrospektiven der Ehrengäste und Podiumsdiskussionen. Die Eröffnungszeremonie wird immer wieder von prominenten Filmschaffenden moderiert, 2007 beispielsweise von Nora Tschirner, ebenfalls Preisträgerin des Festivals für ihre Rolle in Kebab Connection (2004). Im Begleitprogramm veranstaltet das Festival regelmäßig zusammen mit Kooperationspartnern Ausstellungen, Konzerte und Theateraufführungen.

## Auszeichnungen
Das Festival selbst erhielt für seine Arbeit zwei Auszeichnungen:
- 1995: Kulturpreis der Stadt Nürnberg
- 2006: Medienpreis des internationalen Filmfestivals Ankara